# Sercówka jadalna
Sercówka jadalna (Cerastoderma edule) – gatunek jadalnego małża z rodziny sercówkowatych (Cardiidae), występujący w wodach północno-wschodniego Oceanu Atlantyckiego i morzach europejskich, m.in. w Morzu Śródziemnym i Morzu Bałtyckim. W Morzu Północnym jest gatunkiem pospolitym. Odporna na niskie zasolenie wody, ale w wodach niskosłonych nie osiąga rozmiarów typowych dla gatunku. 
Muszla jest owalna z zaokrągloną przednią krawędzią i prawie prostą tylną, jasna (kremowa, jasnożółta lub jasnobrązowa), o białym wnętrzu z brązowymi plamkami na odcisku tylnego mięśnia zwieracza. Zewnętrzne więzadło jest łukowate i wystające. Liczy 24 szerokie, promieniście biegnące żeberka, pokryte łuskami o tępych końcach. Osiąga długość ok. 5 cm (w Bałtyku do 3 cm). Gatunek bardzo popularny w kuchniach narodów śródziemnomorskich. 

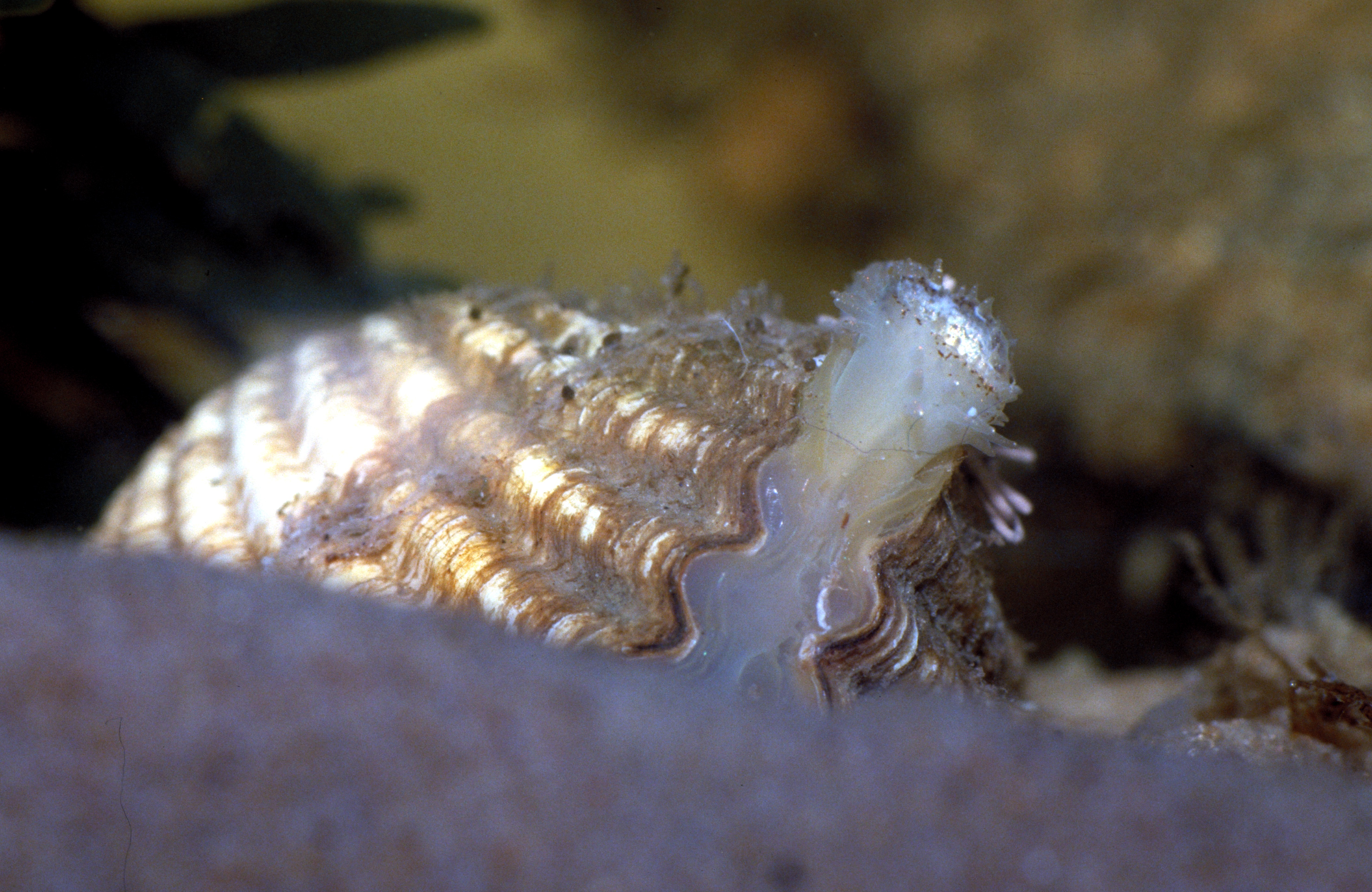
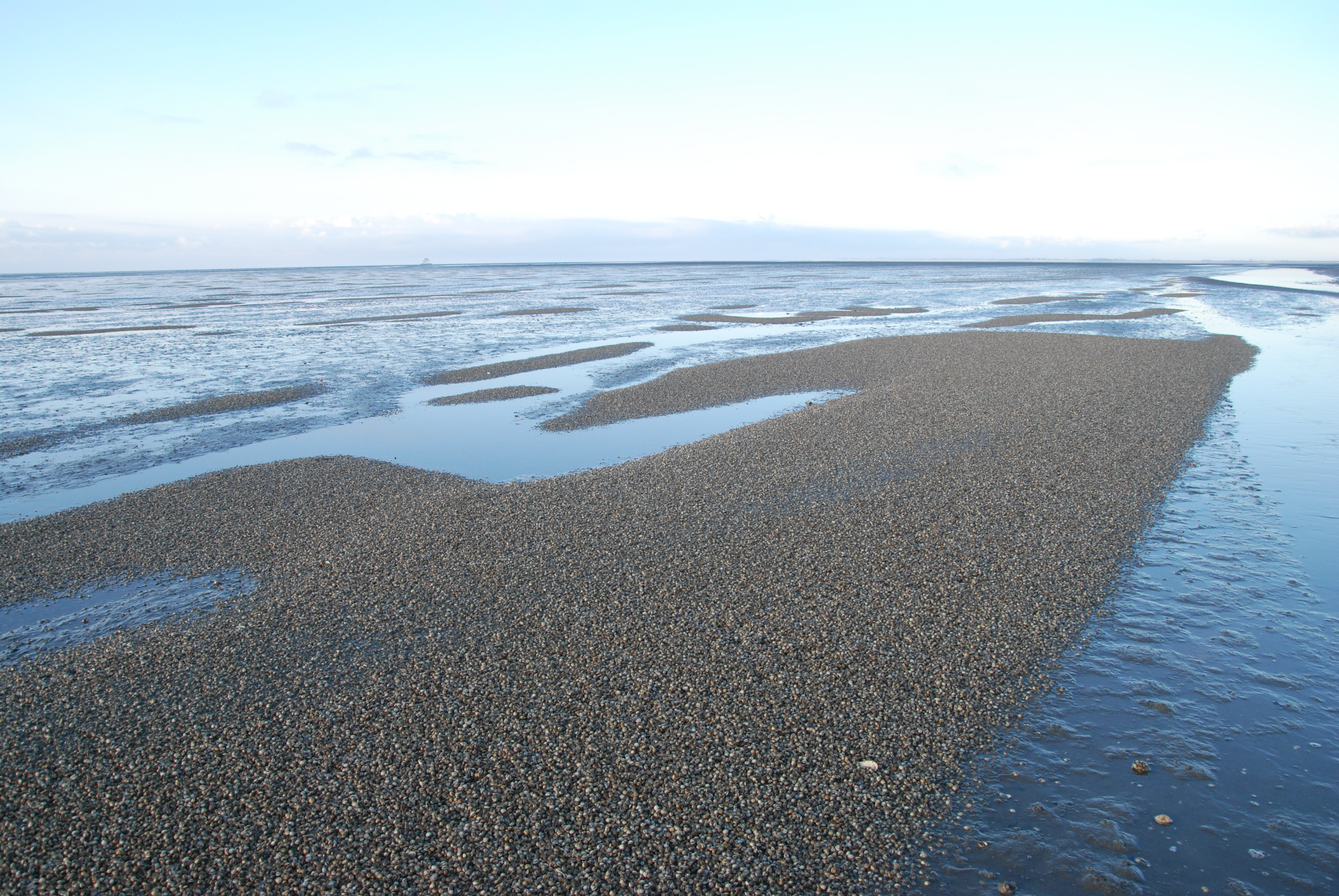